# Curiosity (EP)
Curiosity – minialbum kanadyjskiej piosenkarki Carly Rae Jepsen wydany w 2012 roku przez 604 Records. Płyta zawiera największy hit Jepsen, „Call Me Maybe”.
Oryginalnie wydawnictwo było planowane jako pełny, długogrający album, jednak zaledwie kilka dni przed premierą wytwórnia artystki postanowiła skrócić materiał i wydać Curiosity jako EP-kę. Płyta spotkała się z pozytywnymi recenzjami i uplasowała na 6. miejscu kanadyjskiej listy sprzedaży.

## Lista utworów
Opracowano na podstawie materiału źródłowego:
1. „Call Me Maybe” – 3:13
2. „Curiosity” – 3:26
3. „Picture” – 3:03
4. „Talk to Me” – 2:51
5. „Just a Step Away” – 3:46
6. „Both Sides Now” – 3:52

## Pozycje na listach
| Kraj                               | Pozycja |
| ---------------------------------- | ------- |
| Kanada (Billboard Canadian Albums) | 6       |